# Táncház

Một sự kiện vũ hội Táncház

Táncház (phát âm tiếng Hungary: [ˈtaːnt͡shaːz], có nghĩa là "ngôi nhà khiêu vũ") là một loại hình sự kiện khiêu vũ bình dân của Hungary (khác với các những màn biểu diễn trên sân khấu). Táncház được xem là một phần của phong trào phục hồi cội nguồn văn hóa truyền thống Hungary, được bắt đầu từ những năm 1970. Phong trào này dường như vẫn đang diễn ra sôi nổi trên toàn Hungary, đặc biệt là ở các thành phố lớn như Budapest. Vũ điệu Táncház được phục dựng dựa trên các truyền thống từ khắp các vùng đất của Vương quốc Hungary khi xưa, đặc biệt là ở Transylvania. Theo đó, vũ điệu Táncház được cho là có nguồn gốc từ những buổi khiêu vũ tại gia ở Transylvania.
Những điệu nhảy Táncház đã được phục dựng một cách chân thực nhất có thể, trong đó để tạo dựng lại được vũ điệu này, đã phải có cả một quá trình nghiên cứu cẩn thận về văn hóa Hungary. Trong phong trào phục dựng vũ điệu Táncház, những sắc tộc có nguồn gốc Hungary nhưng hiện không sống trên lãnh thổ của Hungary hiện thời, chẳng hạn như những người ở Transylvania, Slovakia, ở thung lũng sông Siret hay tại Moldova đều hưởng ứng theo phong trào phục dựng vũ điệu Táncház.
Ngoài ra, Táncház còn được yêu mến ở nhiều quốc gia trên thế giới. Cụ thể, như ở Hoa Kỳ, có các nhóm nhảy Táncház như Csűrdöngölő (ở New Jersey), Tisza Ensemble (ở Washington, DC), Kárpátok (ở Los Angeles), Életfa (ở New York và New Jersey), và Csárdás (ở Cleveland). Hay như trong những hội trại khiêu vũ Ti Ti Tábor (ở bang Washington) và Csipke (ở Michigan), còn mời cả giáo viên dạy nhảy đến từ Hungary và Transylvania để hướng dẫn cho các học viên người Mỹ về vũ điệu của người Hungary. Tại Vương quốc Anh, Csergő Band, một nhóm nhảy Táncház còn có hẳn một nhà khiêu vũ thường trực ở London.

## Tầm ảnh hưởng và công nhận
Để ghi nhận những nỗ lực phục hồi và gìn giữ vũ điệu truyền thống Táncház, tháng 11 năm 2011, Táncház đã được UNESCO đưa vào Danh sách Di sản Văn hóa Phi vật thể cần được bảo vệ khẩn cấp.